# Dent du Chat
La dent du Chat est un des sommets du mont du Chat, situé dans le Sud du massif du Jura et culminant à 1 390 m d'altitude. Il s'étire en bordure ouest du lac du Bourget, dans le département de la Savoie.

## Toponymie
La première utilisation du toponyme Mont du Chat date d'une charte de 1232, faite à Chambéry, dans laquelle il est indiqué : « Nul se sera reçu bourgeois sans le consentement de son seigneur, non plus qu'aucun homme en deçà du Mont-du-Chat et de la montée de Couz et en deçà de Silvette ». Antérieurement, le mont était appelé mons Munni ou mons Muniti.
La dent du Chat doit son nom à deux particularités :
- le pic a la forme d'une canine, d'où une éventuelle appellation s'y référant, bien qu'il ne s'agisse bien sûr pas forcément d'une canine de chat, ni d'un quelconque autre animal ;
- plus vulgairement, le terme de « Chat » n'a rien à voir avec nos amis félins, mais a le sens très ancien de « passage » comme dans le « chas de l'aiguille ». La dent du Chat, aujourd'hui percée par le tunnel du Chat, domine le col du Chat qui fut longtemps un passage essentiel entre l'avant-pays savoyard et la Savoie propre (région de Chambéry et d'Aix-les-Bains).

## Géographie

### Situation
La dent du Chat est dominée au sud-sud-ouest par le Molard Noir qui culmine à 1 443 m d'altitude. Au nord-nord-est, la dent domine le col de la Vacherie de plus de 320 m. Elle est située à la limite des communes de Bourdeau (à l'est) et de Saint-Jean-de-Chevelu (à l'ouest).

### Géologie
La dent du Chat est composée de calcaires récifaux datant du Kimméridgien. La formation de la dent du Chat est due à la forte érosion qu’a subie le versant occidental du mont du Chat et qui provoqua son effondrement, comme en témoignent les nombreux amas d’éboulis présents à la base occidentale de la dent et de l’anticlinal.

## Histoire
La légende veut qu'un jour, un pêcheur attendant en vain une prise dans sa barque, fit le vœu de relâcher le poisson à l'eau s'il arrivait à en pêcher un, dans l'espoir d'être récompensé pour son geste généreux. Entendu par la Providence, il fit enfin une prise, et trop content après tant d'heures d'attente, oublia son vœu et ne relâcha pas le poisson, le garda et relança sa ligne. Il eut alors une nouvelle prise, mais tellement importante que sa barque faillit chavirer. Il en ressortit de l'eau un petit chaton. Il rentra chez lui, le chaton dans sa poche. Au fil des années, celui-ci grandit, finit par devenir un beau chat adulte. Un beau jour, il quitta la maison du pêcheur et grimpa dans la montagne, où il s'installa sur un piton rocheux, l'actuelle dent du Chat, d'où il entreprit de terroriser les voyageurs franchissant le col. Ce furent finalement les compagnons du roi Arthur, Bérius et Mélianus qui débarrassèrent la contrée de l'horrible chat, en le transperçant de plusieurs flèches après lui avoir tendu un piège en l'appâtant avec un agneau. Le roi offrit, en récompense, un champ à Bérius (champ Bérius : Chambéry) et un mont à Mélianus (mont Mélianus : Montmélian). Finalement, une seule de ses canines resta là-haut, celle de la dent du Chat.
Le grand incendie de 1813 a été raconté par Alexandre Dumas, alors en villégiature à Aix-les-Bains. Pendant trois jours, l'incendie spectaculaire a ravagé la montagne. Il serait dû à un feu de camp allumé par des randonneurs imprudents et mal éteint. Les coupables dénoncés et arrêtés par les carabiniers royaux furent condamnés à une importante amende.

## Tourisme

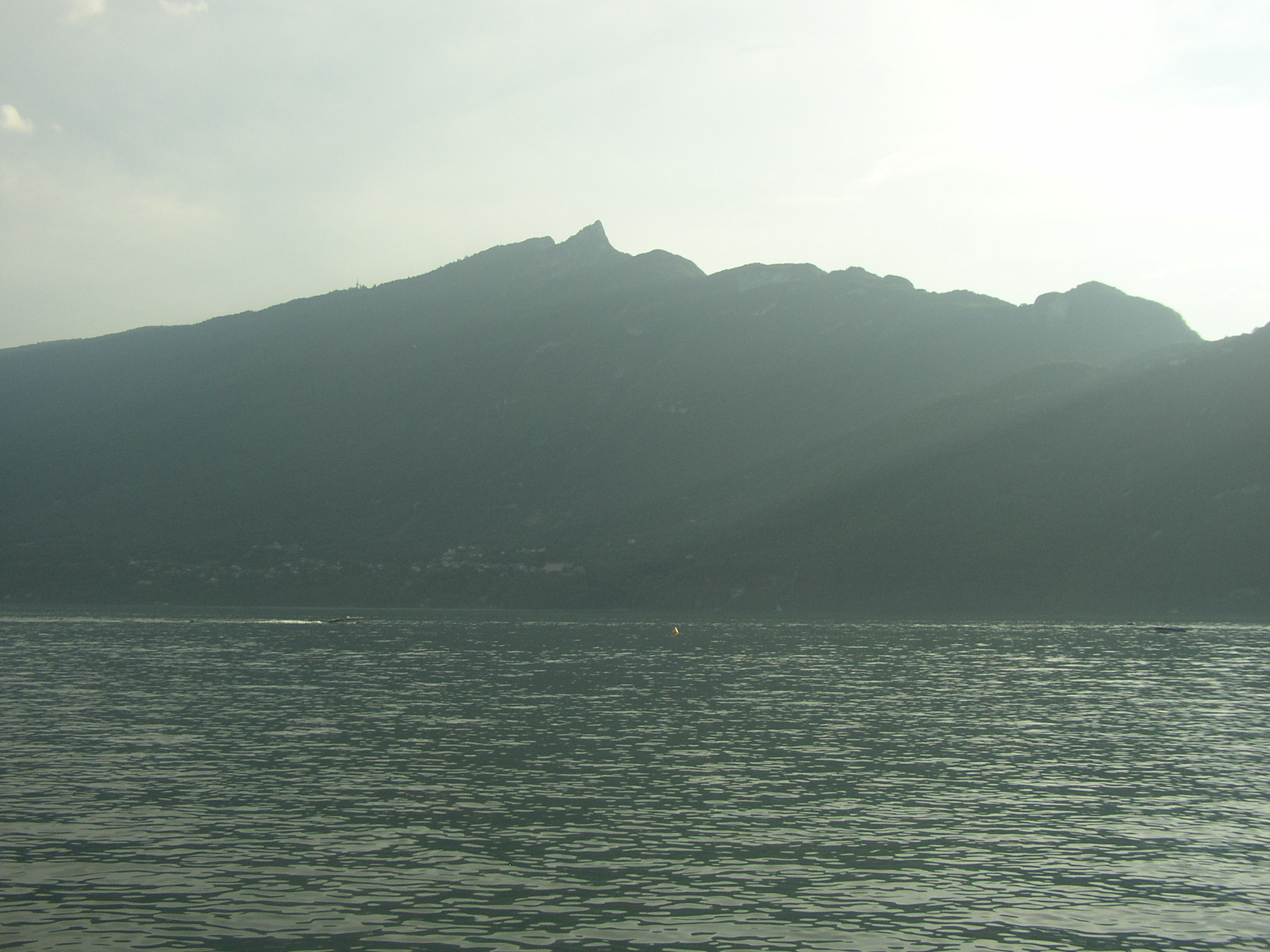
La dent du Chat vue depuis l'esplanade d'Aix-les-Bains.

La dent du Chat est accessible en randonnée depuis les abords de Chambéry. Depuis le parking du relais TDF du mont du Chat, on atteint le sommet en moins d'une heure et demie par une crête. Des câbles facilitent la progression sur les derniers mètres plus difficiles. Ce sommet jouit d'un  panorama embrassant les massifs du Mont-Blanc, de la Vanoise, des Bauges, de Belledonne et de la Chartreuse, ainsi que le lac du Bourget et le bassin chambérien. Le franchissement du col débouche sur l'avant-pays savoyard  et la commune de Yenne et sur celle de Saint-Jean-de-Chevelu, avec ses deux lacs.